# Francine Pelletier
Pour les articles homonymes, voir Francine Pelletier et Pelletier.
Francine Pelletier, née le 25 avril 1959 à Laval au Québec, est une auteure québécoise de science-fiction et de littérature jeunesse.

## Biographie
Francine Pelletier est diplômée du Cégep de Bois-de-Boulogne et d'un baccalauréat ès Arts de l'Université du Québec à Montréal en enseignement du français. Plutôt que de se diriger vers l'enseignement, elle opte pour l'écriture. De 1981 à 1986, elle participe à des ateliers d'écriture animés par Élisabeth Vonarburg. Elle fait par la suite ses premiers pas en science-fiction par la publication d'une première nouvelle, Le retour des gueux, en 1983.  Elle figurera au sommaire de nombreux magazines dans les années 1980, tels Solaris et Imagine....   En 1988, elle remporte son premier Grand Prix de la science-fiction et du fantastique québécois pour sa nouvelle La petite fille du silence.  Le recueil Le temps des migrations, dont elle est issue, remporte également le Prix Boréal.
Son implication dans le milieu de la science-fiction et du fantastique québécois s'intensifie alors qu'elle devient membre en 1984 du comité de rédaction du magazine Solaris, où elle demeurera jusqu'en 1990.  Elle fait partie des invités québécois à la sixième "Semaine internationale de la science-fiction et de l'imaginaire" de Roanne en France.
Parallèlement, elle fait paraître un premier roman pour la jeunesse, Le rendez-vous du désert, en 1987 dans la collection "jeunesse-pop" des éditions Paulines (qui deviendront par la suite les éditions Médiaspaul). Près de vingt autres romans suivront dans cette collection.  Elle participe au comité de direction de l'organisme Communication-Jeunesse, voué à la promotion de la lecture d'œuvres québécoises chez les jeunes de 1990 à 1993.  Puis agit à titre de secrétaire de rédaction chez Médiaspaul de 1993 à 1999. À partir de 1999, elle se consacrera à temps plein à l'écriture.
En 1997, elle fait paraître le premier tome de sa trilogie de science-fiction "adulte" Le Sable et l'Acier.  Les deuxième et troisième tome remporteront une nouvelle fois les honneurs du Grand Prix de la science-fiction et du fantastique québécois en 1998.
Elle continue de s'impliquer dans le domaine littéraire, par l'animation d'ateliers d'écriture de la Fédération du loisir littéraire du Québec et sa présence à son conseil d'administration, ainsi que par sa participation au conseil des tournées de l'Union des écrivaines et des écrivains québécois.
Le jury du Grand Prix a dit de Francine Pelletier "qu’elle possédait à fond l’art de nouer des intrigues captivantes dans un contexte de science-fiction à la fois classique et personnelle."
En automne 2013, la revue Lurelu lui fit hommage dans sa chronique Tourelu en lui consacrant un article faisant la rétrospective de sa carrière intitulé "Francine Pelletier, ou le coup de foudre qui engendra un univers".

## Œuvres

### Livres de littérature jeunesse
- Série Cycle des Henke ou les aventures d'Alriade
  - Mort sur le Redan (Paulines, Jeunesse-pop 64, 1988 )
  - Le Crime de l'Enchanteresse (Paulines, Jeunesse-pop 66, 1989)
  - Le Septième Écran (Paulines, Jeunesse-pop 80, 1992)
  - La Saison de l'exil (Paulines, Jeunesse-pop 82, 1992)
  - La Planète du mensonge (Paulines, Jeunesse-pop 89, 1993)
  - Les Eaux de Jade (Médiaspaul, Jeunesse-pop 134, 2000)

Note : cette série se rattache à la trilogie pour adulte Le Cycle des Laganière, éditions Alire
- Série Bizarre
  - Monsieur Bizarre (Paulines, Jeunesse-pop 70, 1990)
  - Des vacances bizarres (Paulines, Jeunesse-pop 74, 1991)
  - La Bizarre Aventure (Paulines, Jeunesse-pop 86, 1993)
  - Une nuit bizarre (Médiaspaul, Jeunesse-pop 92, 1994)
- Série Sylviane
  - Le Cadavre dans la glissoire (Paulines, Jeunesse-pop 92, 1994)
  - Le Fantôme de l'opérateur (Médiaspaul, Jeunesse-pop 109, 1996)
- Série Max et Culdéric
  - Cher ancêtre (Médiaspaul, Jeunesse-pop 115, 1996)
  - Damien mort ou vif (Médiaspaul, Jeunesse-pop 119, 1997)
  - Le Crime de Culdéric (Médiaspaul, Jeunesse-pop 141, 2001)
- Textes indépendants
  - Le Rendez-vous du désert (Paulines, Jeunesse-pop 59, 1987)
  - Le Temps des migrations(Recueil, Le Préambule, Chroniques du futur 11, 1987)
  - Jardins de lumière (Graficor, 1988)
  - La Forêt de métal (Hurtubise HMH, Plus, 1991)
    - Reparution sous le même titre en France (Gamma jeunesse, 1994)
    - Reparution sous le même titre en France (L'Élan vert, 1998)

  - Par chemins inventés (Collectif, Québec/Amérique, Clip 10, 1992)
  - Une enquête de J.-P. (Médiaspaul, Jeunesse-Pop, 1998)
  - Télé-rencontre (Hurtubise HMH, Plus, 1999)

### Livres de science-fiction
- Trilogie Le Sable et l'Acier
  - Tome 1: Nelle de Vilvèq (Alire, Romans 011, 1997)
  - Tome 2: Samiva de Frée (Alire, Romans 016, 1998)
  - Tome 3: Issabel de Qohosaten (Alire, Romans 020, 1998)
- Les Jours de l'ombre (Alire, Romans 075, 2004)
- Trilogie Le cycle des Laganière (titre temporaire)
  - Tome 1: Si l'oiseau meurt... (Alire, Romans 107, 2007)
  - Tome 2: Un tour en Arkadie (Alire, Romans 125, 2009)
  - Tome 3: Le cri du tournevent (titre de travail, date de parution indéterminée chez Alire)

### Nouvelles
- Le Retour des gueux (Pour ta belle gueule d'ahuri 6, 1983)
- La Traversée d'Algir (imagine... 20, 1984)
- De silence et d'absence (Solaris 56, 1984)
- La Volière (imagine... 24, 1984)
- La Voyageuse (Moebius 23, 1984)
- Le Seuil d'Ashoran (imagine... 27, 1985)
- La Rébellion de Toby Arden (in Aurores Boréales 2, Le Préambule, Chroniques du futur 9, 1985)
- Interférences (Pandore 2, 1985)
- Instant (in Dix nouvelles de science-fiction québécoise, Quinze, 1985)
- L'Enfant d'Asterman (in Planéria, Tisseyre, Conquêtes, 1985)
- La Migratrice (Solaris 63, 1985)
  - Version anglaise : The Mother Migrator (in TesseractsQ, Tesseract Books, 1996)
- Cher Ancêtre (imagine... 39, 1987)
- En bout de ligne (Solaris 73, 1987)
- Le Château de fer (Faërie/Mondes imaginaires 1, 1988)
- La Petite (imagine... 46, 1988)
  - Version anglaise : Guinea Pig (in Tesseracts 3, Press Porcépic, 1990)
- Le Tiers de l'avenir (in C.I.N.Q., Logiques, Autres mers, autres mondes 4, 1989)
- Tu verras (imagine... 48, 1989)
- Eaux mortes, eaux vives (Solaris 87, 1989)
- Les Noms de l'oubli (in Sous des soleils étrangers, Publications Ianus, 1989)
- DernièrePhase (Arcade 18, 1989)
- Promenons-nous dans les bois (Le Sabord 25, 1990)
- Cocon en sous-location (XYZ 22, 1990)
- Voyage à Paris (Samizdat 17, 1990)
- La Collection Galloway (Solaris 101, 1992)
- Cloche vaine (Solaris 109, 1994)
  - Reparution dans Escales sur Solaris (Vents d'Ouest, Rafales, 1995)
  - Version anglaise : Empty Ring (in Tesseracts 5, Tesseract Books, 1996)
- Les Radis de la colère (in Le Bal des ombres, Québec/Amérique, Clip 17, 1994)
- Adieu Arkadie (Samizdat 25, 1994)
- La Fin de la journée (in Fou Rire, Ashem Fictions, 1995)
- Navices (collaboration avec Yves Meynard) (Solaris 115, 1995)
- La Maison douleur (in La Maison douleur et autres histoires de peur, Vents d'Ouest, Ado 2, 1996)
- Retour sur Arkadie (in Concerto pour six voix, Médiaspaul, Jeunesse-pop 121, 1997)
- Sans titre (in Roberval fantastique, Ashem fictions, 1998)
- Un lit de caillou (Solaris 140, 2002)
- La machine à raconter des histoires (Solaris 167, 2008)
- Terminalia (collectif avec Daniel Sernine, Jean-Louis Trudel, Esther Rochon et Élisabeth Vonarburg)  (Solaris 173, 2010)
- La décharge (premier prix d'écriture sur place, congrès Boréal) (Solaris 191, 2014)
- Dans la fausse (Solaris 192, 2014)
- L'ami imaginaire (Brins d'Éternité 40, 2015)
- Notes : 
  - Adieu Arkadie et Retour sur Arkadie se rattachent à la série jeunesse du cycle des Henke celui-ci étant lié à la trilogie pour adulte Le Cycle des Laganière
  - Un lit de caillou et La machine à raconter des histoires se rattachent à la trilogie pour adulte Le Sable et l'Acier

## Prix littéraires et bourses
- 1981 Prix Boréal, Concours "Écriture sur place" (pour Le Retour des gueux)
- 1983 Prix Boréal, Concours "Écriture sur place" (pour La Traversée d'Algir)
- 1988 Grand Prix de la science-fiction et du fantastique québécois - Volet nouvelle (pour La Petite Fille du silence)
- 1988 Prix Boréal (pour Le Temps des migrations)
- 1992 Bourse "Artiste jeune carrière" de la ville de Laval (Québec)
- 1999 Grand Prix de la science-fiction et du fantastique québécois (pour Samiva de Frée et Issabel de Qohosaten)
- 1999 Prix Boréal (pour Samiva de Frée)